# Anyphaena plana
Anyphaena plana är en spindelart som beskrevs av F. O. Pickard-Cambridge 1900. Anyphaena plana ingår i släktet Anyphaena och familjen spökspindlar.
Artens utbredningsområde är Panama. Inga underarter finns listade i Catalogue of Life.